# Сибилла (принцесса Киликии)
Сибилла Армянская или Сибиль Армянская (ок. 1240 — после 1290) — принцесса Киликийского армянского царства. Происходила из рода Хетумидов. Дочь короля Хетума I и Забел.

## Биография
Происходит из армянской династии Хетумидов. Родилась в семье короля Киликийского армянского царства Хетума I и королевы Забел.
В 1254 году вышла замуж за князя Антиохии и правителя Триполи Боэмунда VI. После смерти мужа в качестве регента своего сына правила графством Триполи. Находилась в оппозиции к королю Кипра Гуго III. После смерти сына Боэмунда VII, в 1287 году, дворяне Триполи предложили Сибилле стать правительницей. Та выдвинула условие, что согласится, если её бальи станет епископ Тортоса Варфаламей, однако это было не возможным. Позже вернулась в родную Киликию, к брату армянскому королю Левону II, где и умерла в 1290 году.

## Семья
муж: Боэмунд VI
дети:
- Изабелла (? — ?)
- Боэмунд VII (1261—1287)

ж. — Маргарита де Бриенн
- Люсия (? — ок. 1299)

м. — Наржо де Туси
- Мария (? — до 1280)

м. — Николас Сент-Омер